# Straffekast
Et straffekast er en kendelse, der kan idømmes af en dommer, når omstændigheder i den pågældende sportsgrens regler giver mulighed derfor eller kræver det. Der benyttes bl.a. straffekast i håndbold og basketball.

## Straffekast i håndbold
I håndbold dømmes der f.eks. straffekast, når en spiller fra det forsvarende hold berører målfeltet eller det angribende hold på anden vis fratages en oplagt scoringschance. Straffekast kan idømmes overalt på banen. Ved et straffekast skal spilleren, der skal skyde straffekastet, stå mellem syv og otte meter fra målet og standfoden må ikke bevæge sig. Hvis en af dommerne vurderer, at der sker en reel forsinkelse af spillet, standses kampuret. Straffekastet skal udføres senest tre sekunder efter dommeren har signal herfor. Målvogteren må ikke stå længere væk fra målstregen end fire meter.